# Jean-Charles Jacobs
Jean-Charles Jacobs (1821 – 1907) è stato un medico ed entomologo belga, allievo di Constantin Wesmael.

## Biografia
Si laureò in medicina nell'Università di Bruxelles, ma non abbandonò mai lo studio degli insetti. Egli fu anche uno dei fondatori della Société entomologique de Belgique. Si concentrò sull'ordine degli imenodotteri, spesso collaborando con Jules Tosquinet, dedicandosi più tardi anche ai Ditteri .. Tra i suoi studi successivi troviamo una relazione sugli insetti raccolti dalla spedizione belga in Antartide, incluso il più grande insetto terrestre del continente, il dittero chironomide Belgica antarctica .